# Chloé Herbiet
Chloé Herbiet, née le 3 décembre 1998 à Marche-en-Famenne, est une athlète belge spécialiste de la course de fond et du cross-country.

## Biographie
Chloé Herbiet habite à Aye, une section de Marche-en-Famenne.
En 2022, Chloé Herbiet termine deuxième du 5 000 mètres des championnats de Belgique d'athlétisme qui se déroulent à Gentbrugge.
En 2023, Chloé Herbiet termine cinquième de la Coupe d'Europe du 10 000 mètres à Pacé, deuxième du 5 000 mètres des Championnats de Belgique à Bruges et remporte le marathon d'Eindhoven.
La même année, elle dispute les Championnats d'Europe de cross-country à Bruxelles et remporte la médaille de bronze en cross par équipes et termine 9e en individuel.
Elle participe à l'épreuve du marathon féminin aux Jeux olympiques d'été de 2024 lors de laquelle elle abandonne entre le vingt-cinquième et trentième kilomètre.
Le 12 avril 2025, elle est sacrée championne d'Europe de semi-marathon dans le cadre des premiers Championnats d'Europe de course sur route à Louvain. Elle s'impose en solitaire en 1 h 10 min 43 s au terme des 21,1 kilomètres devant sa compatriote Juliette Thomas. Elle remporte également la médaille d'or par équipe.